# Andrzej Zabawa
Andrzej Tomasz Zabawa (ur. 29 listopada 1955 w Krynicy) – były polski hokeista, grający na pozycji napastnika (lewoskrzydłowego lub prawoskrzydłowego), reprezentant kraju i najskuteczniejszy strzelec w historii kadry narodowej, trzykrotny olimpijczyk (1976, 1980, 1984). Po zakończeniu kariery zawodniczej był m.in. trenerem, kierownikiem drużyny Szkoły Mistrzostwa Sportowego w Sosnowcu oraz menedżerem generalnym hokejowej reprezentacji Polski seniorów.

## Kariera

### Klubowa
Wychowanek trenera Józefa Zielińskiego, u którego rozpoczął treningi hokejowe w KTH Krynica. Szybko jednak przeniósł się do Unii Oświęcim, a następnie do Baildonu Katowice, gdzie występował z Wiesławem Jobczykiem. Po rozsypce Baildonu obaj trafili do Zagłębia Sosnowiec, tworząc legendarny atak i zdobywając pięć tytułów mistrza Polski (1980–1983, 1985). Trzykrotnie zostawał królem strzelców polskiej I ligi (1979 wraz z W. Jobczykiem, 1985, 1986) i trzykrotnie zwyciężał w punktacji kanadyjskiej (1984–1986). Łącznie w polskiej ekstraklasie rozegrał 501 meczów, zdobywając 458 goli. W 1985 r. otrzymał od państwowych władz sportowych zgodę na transfer zagraniczny. Załatwianie formalności trwało długo, jednak w 1986 r. wyjechał do RFN. Najpierw występował w drużynie z Berlina Zachodniego (2-ligowym Preussen Berlin), a następnie w trzech innych niemieckich zespołach: 3-ligowym EV Pfronten, 3-ligowym TSV Peißenberg, w 1993 r. kończąc karierę zawodniczą w 6-ligowym EHC Weilheim. W międzyczasie, w sezonie 1990/91 wrócił do Sosnowca i od 19. ligowej kolejki do końca sezonu tymczasowo występował w Zagłębiu jako grający trener.

### Reprezentacyjna
Występował w kadrze narodowej do lat 19, grając z nią w juniorskich mistrzostwach świata w 1973 r. i 1974 r. W seniorskiej reprezentacji Polski zadebiutował 2 listopada 1974 na Torwarze w Warszawie towarzyskim spotkaniem przeciwko RFN, wygranym 9:1. W 59. minucie tego meczu zdobył swoją pierwszą bramkę w kadrze narodowej. W jej barwach trzy razy wziął udział w zimowych igrzyskach olimpijskich a 10-krotnie w mistrzostwach świata (1975–1979, 1981–1983, 1985, 1986), w tym 4 razy w MŚ grupy „A". W sumie podczas igrzysk olimpijskich i mistrzostw świata rozegrał 87 meczów, zdobywając w nich 47 goli. Na MŚ grupy „B" w 1985 r. został królem strzelców, dodatkowo wybranym do drużyny gwiazd tego turnieju. Ostatnie spotkanie w kadrze narodowej rozegrał 27 kwietnia 1986 w Moskwie również przeciwko RFN (zremisowane 5:5) podczas MŚ grupy „A". W 54. minucie tego pojedynku zdobył swoją ostatnią bramkę w kadrze. Łącznie w reprezentacji Polski rozegrał 157 oficjalnych meczów międzypaństwowych, strzelając 99 goli, co czyni go najskuteczniejszym kadrowiczem w historii. Ponadto zaliczył 41 występów, notując 12 goli w meczach kadry narodowej z reprezentacjami „B" lub młodzieżowymi innych państw. Po zakończeniu czynnej kariery zawodniczej pełnił funkcję kierownika hokejowych reprezentacji Polski do lat 18, do lat 20 oraz seniorskiej.

## Życie prywatne
Syn Piotra Zabawy i Janiny zd. Salamon. W dzieciństwie uczęszczał do szkoły muzycznej w Krynicy (grał na akordeonie), przez dwa lata trenował łyżwiarstwo figurowe oraz narciarstwo w grupie „Jaworzyna”. Jest absolwentem Technikum Ekonomicznego w Sosnowcu (1983). Był żonaty ze Stanisławą (zm. 2000), z którą ma syna Dariusza (ur. 1976, również byłego hokeistę i reprezentanta Polski) oraz córkę Kingę (ur. 1981). Przez wiele lat hokeistami byli wujowie Andrzeja Zabawy: Stefan Zabawa (ur. 1936), Stefan Salamon (ur. 1936) i Tomasz Salamon (ur. 1945).

## Odznaczenia
- Złoty Krzyż Zasługi (2005, za zasługi w działalności społecznej na rzecz rozwoju sportu i kultury fizycznej)[3]
- Brązowy Krzyż Zasługi (2000, za zasługi w działalności na rzecz rozwoju kultury fizycznej i sportu)[4]
- Brązowy Medal za Wybitne Osiągnięcia Sportowe (po wygraniu przez Polskę turnieju mistrzostw świata Grupy B w 1985 i uzyskanym awansie do Grupy A)[5]
- Odznaka Honorowa Polskiego Związku Hokeja na Lodzie[6].